# 马里查战役
马里查战役发生于1371年9月26日希腊马里查河，作战双方为奥斯曼帝国穆拉德一世的陆军中尉拉拉·沙欣·巴夏率领的部队和由塞尔维亚武卡欣·姆尔尼亚夫切维奇及其兄约万·乌格列沙率领的巴尔干半岛联军（包括塞尔维亚、保加利亚、匈牙利、瓦拉几亚和摩尔多瓦）。
乌格列沙计划在穆拉德一世前往小亚细亚时对奥斯曼帝国首都埃迪尔内发动突袭。当时的奥斯曼帝国军队人数要少得多，但由于训练有素，巴夏战胜了联军并杀死了姆尔尼亚夫切维奇和乌格列沙。此役过后，希腊马其顿大区和希腊的部分归入奥斯曼帝国。
这次战役是奥斯曼帝国征服巴尔干半岛计划的一部分，此后它还占领了索佐波尔、兹拉马、卡瓦拉和塞雷。